# Teoria King Kong
Teoria King Kong és un assaig de la cineasta i novel·lista Virginie Despentes, publicat per primera vegada en francès el 2006 per Éditions Grasset. La traducció al català la va realitzar Marina Espasa i va ser publicada el 2018 per L'Altra Editorial amb un pròleg de la poetessa Maria Cabrera.
Amb un estil directe però reflexiu, Despentes hi desgrana alguns dels episodis que van marcar la seva vida i que, en la seva interpretació, no són sinó fruits del caràcter heteropatriarcal de la societat on va viure i viu. És també notable per com relaciona el fenomen del patriarcat amb el del capitalisme.

## Contingut
El títol és una referència a la pel·lícula de 2005 King Kong, dirigida per Peter Jackson. En el primer capítol del llibre, Despentes es descriu a si mateixa com «més King Kong que Kate Moss», afirmant que és «massa agressiva, massa sorollosa, massa grossa, massa aspra, massa peluda, sempre massa masculina». Més endavant, en una secció del llibre titulada «King Kong Girl», amplia aquesta lectura:
En aquesta pel·lícula, King Kong es converteix en una metàfora de la sexualitat abans de la separació dels gèneres imposada políticament a finals del segle xix. King Kong es troba més enllà de l'home i més enllà de la dona. Està enganxat al vincle entre l'home i la bèstia, adult i nen, bo i dolent, primitiu i civilitzat, blanc i negre. És híbrid, abans de la imposició del binari. L'illa a la pel·lícula es converteix en el potencial d'una sexualitat polimòrfica ultrapoderosa. Just el que el cinema vol capturar, mostrar, distorsionar i, al final, destruir.
El llibre, que consta de set capítols, és una mescla de memòries, teoria crítica i manifest feminista. Despentes descriu una sèrie d'episodis de la seva vida com ara la reacció a la publicació de la seva novel·la Baise-moi i la posterior adaptació cinematogràfica que va dirigir; la seva etapa com a treballadora sexual a Lió i París; i la seva experiència i el trauma posterior de sobreviure a una violació en grup a l'edat de 17 anys mentre feia autoestop a França. L'enfocament del llibre ha estat resumit de la manera següent: «traça línies de pensament fonamentals per a soscavar les estructures del patriarcat contemporani».